# Усолуси
Усо́луси — село в Україні, в Звягельському районі Житомирської області. Населення становить 421 осіб. Колишній центр Усолусівської сільської ради.

## Історія
В 1906 році село Барашівської волості Житомирського повіту Волинської губернії. Відстань від повітового міста 63 версти, від волості 12. Дворів 147 мешканців 924.
Під час голодомору в 1932—1933 роках минулого століття в селі від голодної смерті померло 229 мешканців, імена яких на сьогодні встановлено.